# St. Peter, Minnesota
St. Peter là một thành phố thuộc quận Nicollet, tiểu bang Minnesota, Hoa Kỳ. Năm 2010, dân số của thành phố này là 11196 người.

## Dân số
- Dân số năm 2000: 9747 người.
- Dân số năm 2010: 11196 người.